# Kujava Radinović
Kujava Radinović (in serbo Кујава Радиновић?; ... – dopo il 1430) fu la seconda moglie di re Ostoja di Bosnia e regina consorte di Bosnia dal 1399 al 1404 e nuovamente dal 1409 al 1415. Era figlia del nobile Radin Jablanić.

## Biografia

### Consorte e regina madre
Nata in un momento storico imprecisato, Kujava sposò il re Ostoja di Bosnia, della dinastia dei Kotromanić nel 1399, poco dopo che questi aveva ripudiato la sua prima moglie Vitača. Ostoja ottenne il sostegno della famiglia nobile dei Radinović-Pavlović sposando Kujava, in quanto strettamente imparentata con la nuova regina consorte. Kujava era infatti cugina di primo grado dell'influente duca Pavle Radinović. Kujava viene menzionata per la prima volta come regina in un documento del 5 febbraio 1399. La regina Kujava risiedeva a Bobovac insieme al marito e al figlio, Stefano Ostojić. Quando il marito fu deposto dalla nobiltà bosniaca nel 1404, la quale vantava una grossa influenza nella politica locale, la nobildonna lasciò Bobovac e fuggì in Ungheria, ma Kujava e Stefano restarono in Bosnia. La corona passò al nipote di Kujava, Tvrtko II. Proprio quest'ultimo venne deposto nel 1409, quando il marito di Kujava tornò dall'esilio e riprese il trono.
Il matrimonio della regina Kujava iniziò ad affrontare una fase di crisi nel 1415. Il duca Pavle Radinović, cugino di Kujava, fu ucciso in un complotto ordito dal marito di Kujava. Le autorità della Repubblica di Ragusa furono informate che la regina di Bosnia era preoccupata per il suo futuro a causa della sua relazione con Pavle. Il duca Hrvoje Vukčić Hrvatinić morì poco dopo, lasciando una ricca vedova, Jelena Nelipčić. Cogliendo l'occasione, Ostoja divorziò da Kujava e sposò la duchessa vedova Jelena. La sua complicità nel complotto e nell'omicidio di Pavle Radinović indignò gli aristocratici più potenti, che denunciarono aspramente tale condotta durante uno stanak (le assemblee durante le quali si riunivano). Lo storico ragusano del XVI secolo Mavro Orbini riferisce che persino il figlio si schierò contro di lui, risentito per il trattamento riservato alla madre e per l'unione con Jelena. Nel 1418, l'ex marito di Kujava morì e il figlio fu eletto re. Kujava fu quindi riconosciuta come regina madre e divenne all'improvviso molto influente e potente, governando de facto insieme al figlio. La breve parentesi al potere del figlio fu segnato dai conflitti della regina Kujava con la regina Jelena. I dissidi cessarono nell'estate del 1419, quando Stefano imprigionò la matrigna e Jelena morì poi in circostanze sospette nel 1422.

### Intrighi politici
Il figlio di Kujava fu detronizzato a favore di Tvrtko II nel 1420. Egli morì prima dell'aprile 1422, quando Kujava chiese alle autorità ragusane di intercedere a favore di Tvrtko. Ciononostante, la donna volle vendicarsi per la deposizione del figlio, ricevendo in questa sua campagna il sostegno della Repubblica di Ragusa, ostile a Tvrtko, e di alcuni influenti aristocratici bosniaci. Tuttavia, fallì nel tentativo di intronizzare Vuk Banić, un presunto parente della famiglia reale, e Vuk dovette fuggire a Ragusa insieme ad altri cospiratori. Nel marzo 1423 Tvrtko rimproverò Ragusa per aver consentito a Vuk di scambiare lettere con la zia, mentre Vuk stesso sosteneva di non averla mai contattata. La regina deposta cercò allora di sfruttare il deterioramento dei rapporti tra Tvrtko e alcuni dei suoi vassalli. A tal fine si rivolse a Ragusa, ma non è chiaro cosa desiderasse esattamente. Le autorità ragusane cercarono di riconciliarla con Tvrtko e intervennero a suo favore anche Sandalj Hranić Kosača e la famiglia degli Zlatonosović. Fu inoltre che grazie a loro che Kujava poté fronteggiare le sue difficoltà finanziarie. Nel 1426, la nobildonna stava continuando a intrattenere una corrispondenza segreta con Vuk. Tuttavia, la sua influenza nel regno e all'estero appariva notevolmente circoscritta. Le autorità ragusane, avendo appianato le loro divergenze con Tvrtko, rifiutarono il suo appello per un aiuto finanziario. Nel 1434 le inviarono nuovamente dei doni, stavolta tramite un inviato di un altro pretendente, il figlio illegittimo del marito Radivoj Ostojić.
Tre serie di resti sono stati scoperti in una piccola tomba nella cappella di Bobovac durante gli scavi archeologici degli anni Sessanta, apparentemente reinterrati lì durante il regno di Tvrtko II. Si ritiene che appartengano a Kujava, al suo vecchio marito e a suo figlio.